# أريان فريدريش
أريان فريدريش (بالألمانية: Ariane Friedrich) هي متسابقة قفز عالي ألمانية ولدت في يوم 10 يناير 1984 في بلدة نوردهاوزن في ألمانيا. أبرز انجازاتها هو فوزها بالميدالية الفضية في بطولة العالم لألعاب القوى 2009، كما فازت بالميدالية البرونزية في بطولة أوروبا لألعاب القوى 2010 في برشلونة. كما فازت بالميدالية الذهبية في بطولة أوروبا لألعاب القوى داخل الصالات 2009 في تورينو. أفضل رقم شخصي لها هو 2.06 متر والذي سجلته في برلين.